# Blackmagic Design
Blackmagic Design是一家来自澳大利亚的生产视频采集卡、数字电视摄影机、制作切换台、硬盘录像机、矩阵切换和分配设备、监看设备等产品的公司。该公司是由執行長格蘭特·佩帝（Grant Petty）建立的。

## 产品

### 数字电视摄影机
- Blackmagic Cinema Camera：是一种配有2.5K图像感应器，支持13档动态范围，配备SSD，支持无压缩以及压缩格式RAW的兼容EF和ZE卡口镜头的数字电视摄影机。

### 制作切换台
- ATEM制作切换台：是广播级1 M/E和2 M/E直播制作切换台。

### 硬盘录像机
包括HyperDeck Shuttle、HyperDeck Studio等。

### PCIe采集和播放
- DeckLink Studio：是一款兼容SD和HD的经济型SDI、HDMI和模拟采集卡。
- DeckLink Quad：是一款四通道SDI/HD-SDI采集卡。
- Intensity Pro：是为独立电视制作人设计的HDMI和模拟采集卡。
- DeckLink HD Extreme 3D：是支持3D的SD/HD/2K 4:4:4采集卡。
- DeckLink 4K Extreme：是支持4:4:4和3D的SD/HD/2K/4K采集卡。

### 采集和播放设备
- Intensity Shuttle：有USB3.0和Thunderbolt版本，可以进行10bit HDMI和模拟视频制作。
- UltraStudio Pro：是世界首款支持USB3.0的广播级10 bit制作解决方案。
- UltraStudio SID：可以在USB3.0电脑上进行SDI采集、播放以及HDMI监视。
- UltraStudio 3D：可以在Thunderbolt电脑上提供2K和3D采集和播放功能。
- UltraStudio Express：可以在Thunderbolt电脑上提供SDI和HDMI的采集和播放。
- UltraStudio Mini Recorder和Mini Monitor：是袖珍型SDI/HDMI采集或输出产品。
- UltraStudio 4K：是支持各类音频视频连接的接口箱。

### 视频处理
- Teranex 2D和3D处理器：是支持上、下、交叉、标准转换，以及降噪等功能，配备Thunderbolt接口的转换器。

### 色彩校正
- DaVinci Resolve：是可用于Mac OS X、Windows和Linux平台的调色系统。

### 胶片修复
- DaVinci Revival：是胶片修复软件，为Linux平台提供自动和交互式工作流程。

### 转换器
- Mini Converters：是广播级转换器。
- Mini Converter Heavy Duty：是用高强度金属打造的小型转换器，适用于现场制作。该设备还有一款带有内部电池的版本：Battery Converters。
- OpenGear Converters：是广播行业标准机架式转换器。

### 矩阵切换和分配
- Videohub系列：是广播级一体式3 Gb/s SDI矩阵，提供从16 x 16到72 x 144的多种接口规模。
- Videohub控制面板：设备通过以太网控制。
- Universal Videohub：可根据需求，用SDI或光纤接口插板组建自己的矩阵，获得24 x 7的可靠性。

### 监看
- HDLink：可利用LCD显示器实现2D/3D HDTV和2K监看。
- DVI Extender：可用SDI电缆和矩阵传输或切换电脑显卡输出信号。
- SmartView：是支持SD、HD和2K的LCD SDI监视器。

### 测试设备
包括Pocket UltraScope和Blackmagic UltraScope，具有示波器功能。

### H.264编码
- Video Recorder：可把家庭录像采集成H.264文件。
- H.264 Pro Recorder：可把SDI、HDMI和模拟视频采集成高清H.264文件。